# Mahesh Bhupathi
Mahesh Shrinivas Bhupathi (Madràs, 7 de juny de 1974) és un exjugador professional de tennis indi.
Va destacar especialment en la modalitat de dobles, especialitat en la qual va arribar a ocupar el primer lloc de l'escalafó mundial. L'any 1997 va esdevenir el primer tennista indi en guanyar un títol de Grand Slam i el 2006 va completar el Grand Slam en la categoria de dobles mixts.
En el seu palmarès destaquen quatre títols de Grand Slam en dobles masculins d'un total de deu finals disputades, i també va guanyar vuit títols de Grand Slam en dobles mixts de dotze finals disputades. Va acumular 52 títols en dobles masculins en el circuit ATP. També va disputar la final de consolació en la prova de dobles masculins dels Jocs Olímpics d'Atenes 2004 junt al seu compatriota Leander Paes.

## Biografia
Va néixer dins una família telugu, fill de Krishnan i Mira Bhupathi. Va estudiar a la University of Mississippi dels Estats Units.
Es va casar en dues ocasions, entre 2002 i 2009 amb Shvetha Jaishankar, i posteriorment l'any 2011 amb Lara Dutta, Miss Universe (2000),. El matrimoni va tenir una filla anomenada Saira (2012).
Va fundar l'empresa Globosport India Private Limited l'any 2002, una agència d'entreteniment i esport, amb la qual ha construït pistes de tennis i ha representat altres esportistes com la tennista Sania Mirza. Junt a la seva muller van crear la productora de cinema Big Daddy Productions l'any 2010 i també fou un dels fundadors de l'empresa de roba esportiva ZEVEN.
Fou guardonat amb el Padma Shri l'any 2001, una de les condecoracions més importants de l'Índia.

## Torneigs de Grand Slam

### Dobles masculins: 10 (4−6)
| Resultat  | Núm. | Any  | Torneig              | Parella      | Oponents                       | Marcador                    |
| --------- | ---- | ---- | -------------------- | ------------ | ------------------------------ | --------------------------- |
| Finalista | 1.   | 1999 | Open d'Austràlia     | Leander Paes | Jonas Björkman Patrick Rafter  | 3−6, 6−4, 4−6, 7−6(10), 4−6 |
| Guanyador | 1.   | 1999 | Roland Garros        | Leander Paes | Goran Ivanišević Jeff Tarango  | 6−2, 7−5                    |
| Guanyador | 2.   | 1999 | Wimbledon            | Leander Paes | Paul Haarhuis Jared Palmer     | 6−7(10), 6−3, 6−4, 7−6(4)   |
| Finalista | 2.   | 1999 | US Open              | Leander Paes | Alex O'Brien Sébastien Lareau  | 6−7(7), 4−6                 |
| Guanyador | 3.   | 2001 | Roland Garros (2)    | Leander Paes | Petr Pála Pavel Vízner         | 7−6(5), 6−3                 |
| Guanyador | 4.   | 2002 | US Open              | Max Mirnyi   | Jiří Novák Radek Štěpánek      | 6−3, 3−6, 6−4               |
| Finalista | 3.   | 2003 | Wimbledon            | Max Mirnyi   | Jonas Björkman Todd Woodbridge | 6−3, 3−6, 6−7(4), 3−6       |
| Finalista | 4.   | 2009 | Open d'Austràlia (2) | Mark Knowles | Bob Bryan Mike Bryan           | 6−2, 5−7, 0−6               |
| Finalista | 5.   | 2009 | US Open (2)          | Mark Knowles | Lukáš Dlouhý Leander Paes      | 6−3, 3−6, 2−6               |
| Finalista | 6.   | 2011 | Open d'Austràlia (3) | Leander Paes | Bob Bryan Mike Bryan           | 3−6, 4−6                    |

### Dobles mixts: 12 (8−4)
| Resultat  | Núm. | Any  | Torneig              | Parella            | Oponents                               | Marcador      |
| --------- | ---- | ---- | -------------------- | ------------------ | -------------------------------------- | ------------- |
| Guanyador | 1.   | 1997 | Roland Garros        | Rika Hiraki        | Lisa Raymond Patrick Galbraith         | 6−4, 6−1      |
| Finalista | 1.   | 1998 | Wimbledon            | Mirjana Lučić      | Serena Williams Max Mirnyi             | 4−6, 4−6      |
| Guanyador | 2.   | 1999 | US Open              | Ai Sugiyama        | Kimberly Po Donald Johnson             | 6−4, 6−4      |
| Guanyador | 3.   | 2002 | Wimbledon            | Elena Likhovtseva  | Daniela Hantuchová Kevin Ullyett       | 6−2, 1−6, 6−1 |
| Finalista | 2.   | 2003 | Roland Garros        | Elena Likhovtseva  | Lisa Raymond Mike Bryan                | 3−6, 4−6      |
| Guanyador | 4.   | 2005 | Wimbledon (2)        | Mary Pierce        | Tatiana Perebiynis Paul Hanley         | 6−4, 6−2      |
| Guanyador | 5.   | 2005 | US Open (2)          | Daniela Hantuchová | Katarina Srebotnik Nenad Zimonjić      | 6−4, 6−2      |
| Guanyador | 6.   | 2006 | Open d'Austràlia     | Martina Hingis     | Elena Likhovtseva Daniel Nestor        | 6−3, 6−3      |
| Finalista | 3.   | 2008 | Open d'Austràlia     | Sania Mirza        | Sun Tiantian Nenad Zimonjić            | 6−7(4), 4−6   |
| Guanyador | 7.   | 2009 | Open d'Austràlia (2) | Sania Mirza        | Nathalie Dechy Andy Ram                | 6−3, 6−1      |
| Finalista | 4.   | 2011 | Wimbledon (2)        | Ielena Vesninà     | Iveta Benešová Jürgen Melzer           | 3−6, 2−6      |
| Guanyador | 8.   | 2012 | Roland Garros (2)    | Sania Mirza        | Klaudia Jans-Ignacik Santiago González | 7−6(3), 6−1   |

## Palmarès

### Dobles masculins: 96 (52−44)
| Llegenda (pre/post 2009)                                 |
| -------------------------------------------------------- |
| Grand Slams (4−6)                                        |
| Tennis Masters Cup / ATP Finals (0−5)                    |
| ATP Masters Series / ATP World Tour Masters 1000 (16−14) |
| ATP International Series Gold / ATP World Tour 500 (8−7) |
| ATP International Series / ATP World Tour 250 (24−12)    |

| Títols per superfície |
| --------------------- |
| Dura (32−36)          |
| Gespa (2−6)           |
| Terra batuda (13−4)   |
| Moqueta (5−7)         |

| Resultat  | Núm. | Data                   | Torneig                                              | Superfície   | Parella             | Oponents                               | Marcador                |
| --------- | ---- | ---------------------- | ---------------------------------------------------- | ------------ | ------------------- | -------------------------------------- | ----------------------- |
| Guanyador | 1.   | 7 d'abril de 1997      | Chennai, Índia                                       | Dura         | Leander Paes        | Oleg Ogorodov Eyal Ran                 | 7−6, 7−5                |
| Guanyador | 2.   | 28 d'abril de 1997     | Praga, Txèquia                                       | Terra batuda | Leander Paes        | Petr Luxa David Škoch                  | 6−1, 6−1                |
| Finalista | 1.   | 21 de juliol de 1997   | Los Angeles, Estats Units                            | Dura         | Rick Leach          | Sébastien Lareau Alex O'Brien          | 6−7, 4−6                |
| Guanyador | 3.   | 28 de juliol de 1997   | Mont-real, Canadà                                    | Dura         | Leander Paes        | Sébastien Lareau Alex O'Brien          | 7−6, 6−3                |
| Guanyador | 4.   | 11 d'agost de 1997     | New Haven, Estats Units                              | Dura         | Leander Paes        | Sébastien Lareau Alex O'Brien          | 6−4, 6−7, 6−2           |
| Guanyador | 5.   | 29 de setembre de 1997 | Pequín, Xina                                         | Dura (i)     | Leander Paes        | Jim Courier Alex O'Brien               | 7−5, 7−6                |
| Guanyador | 6.   | 6 d'octubre de 1997    | Singapur, Singapur                                   | Moqueta (i)  | Leander Paes        | Rick Leach Jonathan Stark              | 6−4, 6−4                |
| Finalista | 2.   | 10 de novembre de 1997 | ATP Tour World Championships, Hartford, Estats Units | Moqueta      | Leander Paes        | Rick Leach Jonathan Stark              | 3−6, 4−6, 6−7           |
| Guanyador | 7.   | 5 de gener de 1998     | Doha, Qatar                                          | Dura         | Leander Paes        | Olivier Delaître Fabrice Santoro       | 6−4, 3−6, 6−4           |
| Guanyador | 8.   | 9 de febrer de 1998    | Dubai, Emirats Àrabs Units                           | Dura         | Leander Paes        | Donald Johnson Francisco Montana       | 6−2, 7−5                |
| Guanyador | 9.   | 6 d'abril de 1998      | Chennai (2)                                          | Dura         | Leander Paes        | Olivier Delaître Max Mirnyi            | 6−7, 6−3, 6−2           |
| Guanyador | 10.  | 11 de maig de 1998     | Roma, Itàlia                                         | Terra batuda | Leander Paes        | Ellis Ferreira Rick Leach              | 6−4, 4−6, 7−6           |
| Guanyador | 12.  | 5 d'octubre de 1998    | Xangai, Xina                                         | Moqueta (i)  | Leander Paes        | Todd Woodbridge Mark Woodforde         | 6−4, 6−7, 7−6           |
| Finalista | 3.   | 6 d'octubre de 1998    | Singapur                                             | Moqueta (i)  | Leander Paes        | Todd Woodbridge Mark Woodforde         | 2−6, 3−6                |
| Finalista | 4.   | 26 d'octubre de 1998   | Stuttgart, Alemanya                                  | Dura (i)     | Leander Paes        | Sébastien Lareau Alex O'Brien          | 3−6, 6−3, 5−7           |
| Guanyador | 12.  | 2 de novembre de 1998  | París, França                                        | Moqueta (i)  | Leander Paes        | Jacco Eltingh Paul Haarhuis            | 6−4, 6−2                |
| Finalista | 5.   | 18 de gener de 1999    | Open d'Austràlia, Austràlia                          | Dura         | Leander Paes        | Jonas Björkman Patrick Rafter          | 3−6, 6−4, 4−6, 7−6, 4−6 |
| Guanyador | 13.  | 5 d'abril de 1999      | Chennai (3)                                          | Dura         | Leander Paes        | Wayne Black Neville Godwin             | 4−6, 7−5, 6−4           |
| Guanyador | 14.  | 24 de maig de 1999     | Roland Garros, França                                | Terra batuda | Leander Paes        | Goran Ivanišević Jeff Tarango          | 6−2, 7−5                |
| Guanyador | 15.  | 21 de juny de 1999     | Wimbledon, Regne Unit                                | Gespa        | Leander Paes        | Paul Haarhuis Jared Palmer             | 6−7, 6−3, 6−4, 7−6      |
| Finalista | 6.   | 30 d'agost de 1999     | US Open, Estats Units                                | Dura         | Leander Paes        | Sébastien Lareau Alex O'Brien          | 6−7, 4−6                |
| Finalista | 7.   | 22 de novembre de 1999 | ATP Tour World Championships, Hartford (2)           | Moqueta      | Leander Paes        | Sébastien Lareau Alex O'Brien          | 3−6, 2−6, 2−6           |
| Guanyador | 16.  | 22 de maig de 2000     | Sankt Pölten, Àustria                                | Terra batuda | Andrew Kratzmann    | Andrea Gaudenzi Diego Nargiso          | 7−6, 6−7, 6−4           |
| Finalista | 8.   | 12 de juny de 2000     | Halle, Alemanya                                      | Gespa        | David Prinosil      | Nicklas Kulti Mikael Tillström         | 6−7, 6−7                |
| Guanyador | 17.  | 9 d'octubre de 2000    | Tòquio, Japó                                         | Dura         | Leander Paes        | Michael Hill Jeff Tarango              | 6−4, 6−7, 6−3           |
| Finalista | 9.   | 27 de novembre de 2000 | ATP Tour World Championships, Bangalore, Índia (3)   | Dura         | Leander Paes        | Donald Johnson Piet Norval             | 6−7, 3−6, 4−6           |
| Guanyador | 18.  | 23 d'abril de 2001     | Atlanta, Estats Units                                | Terra batuda | Leander Paes        | Rick Leach David Macpherson            | 6−3, 7−6                |
| Guanyador | 19.  | 30 d'abril de 2001     | Houston, Estats Units                                | Terra batuda | Leander Paes        | Kevin Kim Jim Thomas                   | 7−6, 6−2                |
| Guanyador | 20.  | 28 de maig de 2001     | Roland Garros (2)                                    | Terra batuda | Leander Paes        | Petr Pála Pavel Vízner                 | 7−6, 6−3                |
| Guanyador | 21.  | 6 d'agost de 2001      | Cincinnati, Estats Units                             | Dura         | Leander Paes        | Martin Damm David Prinosil             | 7−6, 6−3                |
| Finalista | 10.  | 13 d'agost de 2001     | Indianapolis, Estats Units                           | Dura         | Sébastien Lareau    | Mark Knowles Brian MacPhie             | 6−7, 7−5, 4−6           |
| Finalista | 11.  | 1 d'octubre de 2001    | Moscou, Rússia                                       | Moqueta (i)  | Jeff Tarango        | Max Mirnyi Sandon Stolle               | 3−6, 0−6                |
| Finalista | 12.  | 22 d'octubre de 2001   | Basilea, Suïssa                                      | Moqueta (i)  | Leander Paes        | Ellis Ferreira Rick Leach              | 6−7, 4−6                |
| Finalista | 13.  | 29 d'octubre de 2001   | París                                                | Moqueta (i)  | Leander Paes        | Ellis Ferreira Rick Leach              | 6−3, 4−6, 3−6           |
| Guanyador | 22.  | 1 de gener de 2002     | Chennai (4)                                          | Dura         | Leander Paes        | Tomáš Cibulec Ota Fukárek              | 5−7, 6−2, 7−5           |
| Guanyador | 23.  | 29 d'abril de 2002     | Mallorca, Espanya                                    | Terra batuda | Leander Paes        | Julian Knowle Michael Kohlmann         | 6−2, 6−4                |
| Guanyador | 24.  | 13 de maig de 2002     | Hamburg, Alemanya                                    | Terra batuda | Jan-Michael Gambill | Jonas Björkman Todd Woodbridge         | 6−2, 6−4                |
| Finalista | 14.  | 10 de juny de 2002     | Londres, Regne Unit                                  | Gespa        | Max Mirnyi          | Wayne Black Kevin Ullyett              | 5−7, 3−6                |
| Finalista | 15.  | 5 d'agost de 2002      | Cincinnati                                           | Dura         | Max Mirnyi          | James Blake Todd Martin                | 5−7, 3−6                |
| Finalista | 16.  | 12 d'agost de 2002     | Indianapolis (2)                                     | Dura         | Max Mirnyi          | Mark Knowles Daniel Nestor             | 6−7, 7−6, 4−6           |
| Guanyador | 25.  | 19 d'agost de 2002     | Long Island, Estats Units                            | Dura         | Mike Bryan          | Petr Pála Pavel Vízner                 | 6−3, 6−4                |
| Guanyador | 26.  | 26 d'agost de 2002     | US Open                                              | Dura         | Max Mirnyi          | Jiří Novák Radek Štěpánek              | 6−3, 3−6, 6−4           |
| Finalista | 17.  | 14 d'octubre de 2002   | Madrid, Espanya                                      | Dura (i)     | Max Mirnyi          | Mark Knowles Daniel Nestor             | 3−6, 5−7, 0−6           |
| Finalista | 18.  | 6 de gener de 2003     | Sydney, Austràlia                                    | Dura         | Joshua Eagle        | Paul Hanley Nathan Healey              | 6−7, 4−6                |
| Guanyador | 27.  | 7 d'abril de 2003      | Estoril, Portugal                                    | Terra batuda | Max Mirnyi          | Lucas Arnold Ker Mariano Hood          | 6−1, 6−2                |
| Guanyador | 28.  | 14 d'abril de 2003     | Montecarlo, Mònaco                                   | Terra batuda | Max Mirnyi          | Michaël Llodra Fabrice Santoro         | 6−4, 3−6, 7−6           |
| Finalista | 19.  | 12 de maig de 2003     | Hamburg                                              | Terra batuda | Max Mirnyi          | Mark Knowles Daniel Nestor             | 4−6, 6−7                |
| Finalista | 20.  | 9 de juny de 2003      | Londres (2)                                          | Gespa        | Max Mirnyi          | Mark Knowles Daniel Nestor             | 7−5, 4−6, 6−7           |
| Finalista | 21.  | 23 de juny de 2003     | Wimbledon                                            | Gespa        | Max Mirnyi          | Jonas Björkman Todd Woodbridge         | 6−3, 3−6, 6−7, 3−6      |
| Guanyador | 29.  | 4 d'agost de 2003      | Mont-real (2)                                        | Dura         | Max Mirnyi          | Jonas Björkman Todd Woodbridge         | 6−3, 7−6                |
| Guanyador | 30.  | 29 de setembre de 2003 | Moscou                                               | Moqueta (i)  | Max Mirnyi          | Wayne Black Kevin Ullyett              | 6−3, 7−5                |
| Finalista | 22.  | 6 d'octubre de 2003    | Viena, Àustria                                       | Dura (i)     | Max Mirnyi          | Yves Allegro Roger Federer             | 6−7, 5−7                |
| Guanyador | 31.  | 13 d'octubre de 2003   | Madrid                                               | Dura (i)     | Max Mirnyi          | Wayne Black Kevin Ullyett              | 6−2, 2−6, 6−3           |
| Guanyador | 32.  | 12 de gener de 2004    | Auckland, Nova Zelanda                               | Dura         | Fabrice Santoro     | Wayne Black Kevin Ullyett              | 4−6, 7−5, 6−3           |
| Guanyador | 33.  | 1 de març de 2004      | Dubai (2)                                            | Dura         | Fabrice Santoro     | Jonas Björkman Leander Paes            | 6−2, 4−6, 6−4           |
| Guanyador | 34.  | 3 de maig de 2004      | Roma (2)                                             | Terra batuda | Max Mirnyi          | Wayne Arthurs Paul Hanley              | 2−6, 6−3, 6−4           |
| Guanyador | 35.  | 5 de juliol de 2004    | Båstad, Suècia                                       | Terra batuda | Jonas Björkman      | Simon Aspelin Todd Perry               | 4−6, 7−6, 7−6           |
| Guanyador | 36.  | 26 de juliol de 2004   | Toronto (3)                                          | Dura         | Leander Paes        | Jonas Björkman Max Mirnyi              | 6−4, 6−2                |
| Finalista | 23.  | 11 d'octubre de 2004   | Moscou (2)                                           | Moqueta (i)  | Jonas Björkman      | Igor Andreev Nikolai Davidenko         | 6−3, 3−6, 4−6           |
| Finalista | 24.  | 3 de gener de 2005     | Chennai                                              | Dura         | Jonas Björkman      | Yen-Hsun Lu Rainer Schüttler           | 5−7, 6−4, 5−7           |
| Guanyador | 37.  | 10 de gener de 2005    | Sydney                                               | Dura         | Todd Woodbridge     | Arnaud Clément Michaël Llodra          | 6−3, 6−3                |
| Guanyador | 38.  | 11 de setembre de 2006 | Pequín (2)                                           | Dura         | Mario Ančić         | Michael Berrer Kenneth Carlsen         | 6−4, 6−3                |
| Guanyador | 39.  | 25 de setembre de 2006 | Mumbai, Índia                                        | Dura         | Mario Ančić         | Rohan Bopanna Mustafa Ghouse           | 6−4, 6−7, [10−8]        |
| Finalista | 25.  | 26 de febrer de 2007   | Dubai                                                | Dura         | Radek Štěpánek      | Fabrice Santoro Nenad Zimonjić         | 5−7, 7−6, [7−10]        |
| Guanyador | 40.  | 6 d'agost de 2007      | Toronto (4)                                          | Dura         | Pavel Vízner        | Paul Hanley Kevin Ullyett              | 6−4, 6−4                |
| Guanyador | 41.  | 20 d'agost de 2007     | New Haven (2)                                        | Dura         | Nenad Zimonjić      | Mariusz Fyrstenberg Marcin Matkowski   | 6−3, 6−3                |
| Guanyador | 42.  | 25 de febrer de 2008   | Memphis, Estats Units                                | Dura (i)     | Mark Knowles        | Sanchai Ratiwatana Sonchat Ratiwatana  | 7−6, 6−2                |
| Guanyador | 43.  | 3 de març de 2008      | Dubai (3)                                            | Dura         | Mark Knowles        | Martin Damm Pavel Vízner               | 7−5, 7−6                |
| Finalista | 26.  | 24 de març de 2008     | Miami, Estats Units                                  | Dura         | Mark Knowles        | Bob Bryan Mike Bryan                   | 2−6, 2−6                |
| Finalista | 27.  | 21 d'abril de 2008     | Montecarlo                                           | Terra batuda | Mark Knowles        | Rafael Nadal Tommy Robredo             | 3−6, 3−6                |
| Finalista | 28.  | 16 de juny de 2008     | 's-Hertogenbosch, Països Baixos                      | Gespa        | Leander Paes        | Mario Ančić Jürgen Melzer              | 6−7, 3−6                |
| Finalista | 29.  | 18 d'agost de 2008     | New Haven                                            | Dura         | Mark Knowles        | Marcelo Melo André Sá                  | 5−7, 2−6                |
| Finalista | 30.  | 12 d'octubre de 2008   | Madrid (2)                                           | Dura (i)     | Mark Knowles        | Mariusz Fyrstenberg Marcin Matkowski   | 4−6, 2−6                |
| Guanyador | 44.  | 20 d'octubre de 2008   | Basilea                                              | Moqueta (i)  | Mark Knowles        | Christopher Kas Philipp Kohlschreiber  | 6−3, 6−3                |
| Finalista | 31.  | 1 de febrer de 2009    | Open d'Austràlia (2)                                 | Dura         | Mark Knowles        | Bob Bryan Mike Bryan                   | 6−2, 5−7, 0−6           |
| Finalista | 32.  | 26 d'abril de 2009     | Barcelona, Espanya                                   | Terra batuda | Mark Knowles        | Daniel Nestor Nenad Zimonjić           | 3−6, 6−7                |
| Guanyador | 45.  | 16 d'agost de 2009     | Mont-real (5)                                        | Dura         | Mark Knowles        | Max Mirnyi Andy Ram                    | 6−4, 6−3                |
| Finalista | 33.  | 13 setembre de 2009    | US Open (2)                                          | Dura         | Mark Knowles        | Lukáš Dlouhý Leander Paes              | 6−3, 3−6, 2−6           |
| Finalista | 34.  | 4 d'abril de 2010      | Miami (2)                                            | Dura         | Max Mirnyi          | Lukáš Dlouhý Leander Paes              | 2−6, 5−7                |
| Finalista | 35.  | 18 d'abril de 2010     | Montecarlo (2)                                       | Terra batuda | Max Mirnyi          | Daniel Nestor Nenad Zimonjić           | 3−6, 0−2, retirada      |
| Finalista | 36.  | 22 d'agost de 2010     | Cincinnati (2)                                       | Dura         | Max Mirnyi          | Bob Bryan Mike Bryan                   | 3−6, 4−6                |
| Finalista | 37.  | 7 novembre de 2010     | València, Espanya                                    | Dura (i)     | Max Mirnyi          | Andy Murray Jamie Murray               | 6−7(8), 7−5, [7−10]     |
| Guanyador | 46.  | 14 de novembre de 2010 | París (2)                                            | Dura (i)     | Max Mirnyi          | Mark Knowles Andy Ram                  | 7−5, 7−5                |
| Finalista | 38.  | 28 de novembre de 2010 | ATP World Tour Finals, Londres, Renge Unit (4)       | Dura (i)     | Max Mirnyi          | Daniel Nestor Nenad Zimonjić           | 6−7(6), 4−6             |
| Guanyador | 47.  | 11 de gener de 2011    | Chennai (5)                                          | Dura         | Leander Paes        | Robin Haase David Martin               | 6−2, 6−7(3), [10−7]     |
| Finalista | 39.  | 30 de gener de 2011    | Open d'Austràlia (3)                                 | Dura         | Leander Paes        | Bob Bryan Mike Bryan                   | 3−6, 4−6                |
| Guanyador | 48.  | 3 d'abril de 2011      | Miami                                                | Dura         | Leander Paes        | Max Mirnyi Daniel Nestor               | 6−7(5), 6−2, [10−5]     |
| Finalista | 40.  | 12 de juny de 2011     | Londres (3)                                          | Gespa        | Leander Paes        | Bob Bryan Mike Bryan                   | 7−6(2), 6−7(4), [6−10]  |
| Guanyador | 49.  | 21 d'agost de 2011     | Cincinnati (2)                                       | Dura         | Leander Paes        | Michaël Llodra Nenad Zimonjić          | 7−6(4), 7−6(2)          |
| Guanyador | 50.  | 3 de març de 2012      | Dubai (4)                                            | Dura         | Rohan Bopanna       | Mariusz Fyrstenberg Marcin Matkowski   | 6−4, 3−6, [10−5]        |
| Finalista | 41.  | 19 d'agost de 2012     | Cincinnati (3)                                       | Dura         | Rohan Bopanna       | Robert Lindstedt Horia Tecău           | 4−6, 4−6                |
| Finalista | 42.  | 14 d'octubre de 2012   | Xangai                                               | Dura         | Rohan Bopanna       | Leander Paes Radek Štěpánek            | 7−6(7), 3−6, [5−10]     |
| Guanyador | 51.  | 4 de novembre de 2012  | París (3)                                            | Dura (i)     | Rohan Bopanna       | Aisam-ul-Haq Qureshi Jean-Julien Rojer | 7−6(6), 6−3             |
| Finalista | 43.  | 12 de novembre de 2012 | ATP World Tour Finals, Londres (5)                   | Dura (i)     | Rohan Bopanna       | Marcel Granollers Marc López           | 5−7, 6−3, [3−10]        |
| Guanyador | 52.  | 2 de març de 2013      | Dubai (5)                                            | Dura         | Michaël Llodra      | Robert Lindstedt Nenad Zimonjić        | 7−6(6), 7−6(6)          |
| Finalista | 44.  | 19 de maig de 2013     | Roma (3)                                             | Terra batuda | Rohan Bopanna       | Bob Bryan Mike Bryan                   | 2−6, 3−6                |

#### Períodes com a número 1
| Núm. | Predecessor   | Dates                   | Successor     | Setmanes | Acumulat |
| ---- | ------------- | ----------------------- | ------------- | -------- | -------- |
| 1.   | Paul Haarhuis | 26/04/1999 − 09/05/1999 | Paul Haarhuis | 2        | 2        |
| 2.   | Paul Haarhuis | 07/06/1999 − 20/06/1999 | Leander Paes  | 2        | 4        |

### Dobles mixts: 12 (8−4)
| Títols per superfície |
| --------------------- |
| Dura (0−0)            |
| Gespa (0−0)           |
| Terra batuda (0−0)    |
| Moqueta (0−0)         |

| Resultat  | Núm. | Data                | Torneig               | Superfície   | Parella            | Oponents                               | Marcador      |
| --------- | ---- | ------------------- | --------------------- | ------------ | ------------------ | -------------------------------------- | ------------- |
| Guanyador | 1.   | 26 de maig de 1997  | Roland Garros, França | Terra batuda | Rika Hiraki        | Lisa Raymond Patrick Galbraith         | 6−4, 6−1      |
| Finalista | 1.   | 22 de juny de 1998  | Wimbledon, Regne Unit | Gespa        | Mirjana Lučić      | Serena Williams Max Mirnyi             | 4−6, 4−6      |
| Guanyador | 2.   | 30 d'agost de 1999  | US Open, Estats Units | Dura         | Ai Sugiyama        | Kimberly Po Donald Johnson             | 6−4, 6−4      |
| Guanyador | 3.   | 24 de juny de 2002  | Wimbledon             | Gespa        | Elena Likhovtseva  | Daniela Hantuchová Kevin Ullyett       | 6−2, 1−6, 6−1 |
| Finalista | 2.   | 26 de maig de 2003  | Roland Garros         | Terra batuda | Elena Likhovtseva  | Lisa Raymond Mike Bryan                | 3−6, 4−6      |
| Guanyador | 4.   | 20 de juny de 2005  | Wimbledon (2)         | Gespa        | Mary Pierce        | Tatiana Perebiynis Paul Hanley         | 6−4, 6−2      |
| Guanyador | 5.   | 29 d'agost de 2005  | US Open (2)           | Dura         | Daniela Hantuchová | Katarina Srebotnik Nenad Zimonjić      | 6−4, 6−2      |
| Guanyador | 6.   | 16 de gener de 2006 | Open d'Austràlia      | Dura         | Martina Hingis     | Elena Likhovtseva Daniel Nestor        | 6−3, 6−3      |
| Finalista | 3.   | 14 de gener de 2008 | Open d'Austràlia      | Dura         | Sania Mirza        | Sun Tiantian Nenad Zimonjić            | 6−7(4), 4−6   |
| Guanyador | 7.   | 19 de gener de 2009 | Open d'Austràlia (2)  | Dura         | Sania Mirza        | Nathalie Dechy Andy Ram                | 6−3, 6−1      |
| Finalista | 4.   | 20 de juny de 2011  | Wimbledon (2)         | Gespa        | Ielena Vesninà     | Iveta Benešová Jürgen Melzer           | 3−6, 2−6      |
| Guanyador | 8.   | 27 de maig de 2012  | Roland Garros (2)     | Terra batuda | Sania Mirza        | Klaudia Jans-Ignacik Santiago González | 7−6(3), 6−1   |

## Trajectòria

### Dobles masculins
| Torneig | 1995 | 1996 | 1997        | 1998        | 1999        | 2000 | 2001        | 2002        | 2003        | 2004 | 2005        | 2006        | 2007        | 2008 | 2009        | 2010        | 2011        | 2012 | 2013        | 2014        | 2015        | 2016 | Títols    | V − D     |
| --- | ---- | ---- | ----------- | ----------- | ----------- | ---- | ----------- | ----------- | ----------- | ---- | ----------- | ----------- | ----------- | ---- | ----------- | ----------- | ----------- | ---- | ----------- | ----------- | ----------- | ---- | --------- | --------- |
| Open d'Austràlia | A    | A    | 1R          | SF          | F           | A    | 1R          | 2R          | 1R          | QF   | QF          | 3R          | QF          | SF   | F           | 1R          | F           | 3R   | 3R          | 2R          | 1R          | 2R   | 0 / 19    | 41 – 19   |
| Roland Garros | A    | A    | 2R          | SF          | G           | 2R   | G           | SF          | QF          | SF   | 1R          | QF          | SF          | 1R   | 3R          | 2R          | 2R          | 1R   | 1R          | A           | 1R          | A    | 2 / 18    | 40 – 16   |
| Wimbledon | Q1   | Q2   | 1R          | 2R          | G           | 3R   | 1R          | QF          | F           | 3R   | 2R          | 1R          | A           | 1R   | QF          | 3R          | 2R          | 2R   | QF          | A           | 1R          | A    | 1 / 17    | 29 – 16   |
| US Open | 2R   | Q1   | SF          | SF          | F           | 1R   | 1R          | G           | QF          | 3R   | 3R          | 1R          | 2R          | 3R   | F           | 2R          | QF          | 1R   | 1R          | A           | A           | A    | 1 / 18    | 38 – 17   |
| Jocs Olímpics | NC   | 2R   | No celebrat | No celebrat | No celebrat | 2R   | No celebrat | No celebrat | No celebrat | 4t   | No celebrat | No celebrat | No celebrat | QF   | No celebrat | No celebrat | No celebrat | 2R   | No celebrat | No celebrat | No celebrat | A    | 0 / 5     | 8 – 6     |
| ATP World Tour Finals | A    | A    | F           | RR          | F           | F    | NC          | RR          | RR          | RR   | A           | A           | A           | RR   | SF          | F           | SF          | F    | A           | A           | A           | A    | 0 / 12    | 24 – 23   |
| Total Victòries−Derrotes                                                                                                   | 0−0  | 0−0  | 9−4         | 17−6        | 2−6         | 4−6  | 12−7        | 18−8        | 19−5        | 17−7 | 9−8         | 4−6         | 7−6         | 12−9 | 12−8        | 16−7        | 11−5        | 16−8 | 5−5         | 0−1         | 0−1         | 1−1  | 190 – 114 | 190 – 114 |
| Rànquing a final d'any | 162  | 106  | 11          | 3           | 2           | 39   | 6           | 4           | 4           | 7    | 19          | 30          | 21          | 6    | 7           | 6           | 7           | 11   | 35          | 344         | 699         | 186  |           |           |
| Llegenda: G: Guanyador; F: Finalista; SF: Semifinalista; QF: Quarts de final; Q: Qualificació; A: Absent; RR: Round Robin; |      |      |             |             |             |      |             |             |             |      |             |             |             |      |             |             |             |      |             |             |             |      |           |           |

### Dobles mixts
| Open d'Austràlia | A  | SF | 2R | A  | 2R | SF | QF | 1R | A  | G  | 1R | F  | G  | A  | QF | SF | QF | 2R | 1R | 2 / 15 | 32 – 13 |
| Roland Garros | G  | 2R | QF | A  | SF | QF | F  | 1R | QF | 2R | 1R | SF | 1R | 1R | 2R | G  | 1R | A  | A  | 2 / 16 | 29 – 14 |
| Wimbledon | 3R | F  | 2R | 1R | SF | G  | 3R | QF | G  | 2R | 2R | 2R | 3R | 2R | F  | 2R | 1R | A  | 1R | 2 / 18 | 41 – 16 |
| US Open | 1R | QF | G  | 1R | 1R | 2R | 2R | 2R | G  | A  | QF | 2R | SF | 1R | 1R | 2R | 1R | A  | A  | 2 / 16 | 22 – 14 |
| Llegenda: G: Guanyador; F: Finalista; SF: Semifinalista; QF: Quarts de final; Q: Qualificació; A: Absent; RR: Round Robin; |    |    |    |    |    |    |    |    |    |    |    |    |    |    |    |    |    |    |    |        |         |